# GARDEL
GARDEL（ガーデル）は、リードボーカル・MCちゃん！ポヨ丸、ギターのタクヤ・リー・村山を中心にして結成された日本の覆面ヘヴィメタルロックバンド。

## メンバー
- ちゃん！ポヨ丸（リードボーカル・MC）
- タクヤ・リー・村山（ギター）
- ヒロ・インネンベルク・内山（ベース）
- ユウ・ヴァンダム・大内（ドラムス）
- 川上・インターン・ケンシン（ギター）
- ロックワのひろし君(ボーカル）2016年10月25日没

## 概要
「ヘヴィメタルサウンドで様々なジャンルのアーティストとコラボレーションしたい!」というMCちゃん！ポヨ丸とコンポーザー・編曲家の村山タクヤ(サンズオアクラウド)の思いが結成動機となり、2016年にATOMIC TORNADOのドラマー大内優などのミュージシャンに声を掛け、結成。
ちゃん！ポヨ丸以外のメンバーは本名にミドルネームを加えたステージネームを用いる。また、ピエロや天狗などの覆面を被っている。
結成間もなく2015年のNHK紅白歌合戦出場演歌歌手、三山ひろしとコラボレーションする事を東京中日スポーツにて発表。
それに合わせて新メンバーにスマトラヒラタクワガタの「ロックワひろし君」が加入。
ヒット曲『四万十川(クラウンレコード)』をヘヴィメタルサウンドにアレンジし、曲に合わせてファンから募集した俳句を読み上げる、というライブイベントを渋谷VUENOSにて行う。
イベント当日、翌日にはテレビ朝日「グッド!モーニング」、フジテレビ「ノンストップ!」、TBS「Nスタ」 他、地上波各局でも話題になり、東京中日スポーツ、スポーツ報知、スポーツニッポン、日刊スポーツ、デイリースポーツ、東京スポーツなどの各新聞社やWEBニュースでも記事に取り上げられる。
8月10日、インスタグラムで45万人のフォロワーを持つ「Niko＆Poko(ニコアンドポコ)」率いる48匹の猫グループ「ニャンニャン合唱団」をちゃん！ぽよ丸、タクヤ・リー・村山でプロデュース。
リオデジャネイロ近代オリンピックマラソン競技にてカンボジア代表の猫ひろし氏(本名　瀧﨑 邦明（たきざき くにあき）)の公式応援ラップソング「贈るコトバ 〜猫 Rap ver.〜 feat. 猫ひろし, ニャンニャン合唱団 / クリフエッジ」をクラウンレコードより発表。猫ひろし自身もレコーディングに参加。
東京スポーツ、デイリースポーツの紙面や、Yahoo!映像トピックス、TBSの朝の情報番組「はやドキ!」でも話題となる。
8月25日、リオデジャネイロ近代オリンピック終了後、猫ひろしへお祝いの意味を込めて「ニャンニャン合唱団  お疲れ様でしたRap」を制作。
ミュージックビデオをクラウンレコード公式YouTubeチャンネルにて発表。
10月25日、ボーカル、スマトラヒラタクワガタの「ロックワひろし君」老衰死。家族で密葬が行われる。
11月19日、クラウンレコード所属アーティスト津軽三味線兄弟デュオ「みち乃く兄弟」とのコラボレーションを発表。吉幾三作詞・作曲の「東日流(つがる)2016」をハードロックアレンジし、レコーディングには応援団長を務める横浜DeNAベイスターズ元監督の中畑清も参加。新ジャンル「シャミメタ」として毎日新聞、スポーツニッポン等で発表。
11月28日、池袋レッドゾーンにてお披露目ライブを行う。50代～80代の満員のオーディエンスを前にヘビーメタルを演奏し話題となる。
2017年3月25日、東京中日スポーツ紙面にてちゃん！ポヨ丸、タクヤ・リー・村山プロデュース『JK記者❤演歌を斬る❤』第一回(ゲスト鳥羽一郎)の公開を発表。27日、日本クラウンYOUTUBE公式チャンネルにて放送開始。インタビュアーはマイナビティーンズインタビュアー瑞慶山日向。

## 来歴
- 2016年
  - 1月、ちゃん！ポヨ丸、サンズオアクラウドの村山タクヤを中心に結成。
  - 4月24日、紅白演歌歌手、三山ひろしとのコラボレーションを発表。
  - 6月4日、新メンバー、スマトラヒラタクワガタの「ロックワひろし君」の加入を発表。
  - 6月13日、渋谷VUENOSにて「三山ひろし×ガーデル」俳句メタルライブ。
  - 8月10日、ちゃん！ポヨ丸、タクヤ・リー・村山2名が「贈るコトバ 〜猫 Rap ver.〜 feat. 猫ひろし, ニャンニャン合唱団 / クリフエッジ」企画、楽曲プロデュース。クラウンレコードより発表。
  - 10月25日、スマトラヒラタクワガタの「ロックワひろし君」老衰死。
  - 11月19日、みち乃く兄弟、横浜DeNAベイスターズ元監督の中畑清との「シャミメタ」コラボレーションを発表。
  - 11月28日、池袋REDZONEにて「シャミメタ」お披露目ライブ。
- 2017年
  - 3月27日、鳥羽一郎をゲストに迎え日本クラウンYOUTUBE公式チャンネルにてGARDELプロデュース『JK記者❤演歌を斬る❤』を公開。